# Melrazor
Melrazor (em armênio: Մեղրաձոր; romaniz.: Mełrajor), originalmente chamada Taicharuque (Թայչարուխ, Taičaruχ), Tejaruque (Թեժառուկ, Težaruχ) ou Teccharuque (Թեքչարուխ, Tekʼčaruχ), é uma aldeia do município de Salcazor, da província de Cotaique, na Armênia. De acordo com o censo de 2011, havia 2 309 habitantes.

## Geografia
Melrazor está localizada a cerca de 15 quilômetros a nordeste da cidade de Razdã, na ferrovia de Ijevã-Razdã, no lado esquerdo do rio Marmarique, na margem direita de seu tributário esquerdo Teje, numa planície suavemente inclinada. À leste há florestas e por todos os lados da aldeia existem pomares e hortas. Tem clima temperado e suas casas são de pedra e palha. Possui depósitos de ouro, cobre e, em parte, minério de ferro. Sua economia é baseada na pecuária e produção de laticínios e no cultivo de grãos, batatas, repolho e tabaco. Em termos de infraestrutura, conta com uma escola secundária, um centro cultural, uma biblioteca, um cinema, uma central telefônica, uma creche-jardim de infância, uma maternidade, um centro médico, um pavilhão de serviços domésticos e uma casa de banhos.

## História
Melrazor recebeu seu nome atual em 31 de maio de 1946. Em 1831, 1897, 1926, 1939, 1959, 1970 e 1979, respectivamente, contou com 336, 1 322, 2 063, 2 670, 1 842, 2 087 e 2 449 habitantes. Alguns dos ancestrais de seus habitantes vieram de Arsape, no distrito (sanjaco) de Baiazete. Na margem direita do rio, a leste de Melrazor, está localizado o mosteiro de Tejaruique. A aldeia também contava com a Igreja da Mãe de Deus (Surb Astvacacin). Vários objetos da Idade do Bronze Tardia e da Idade do Ferro Inicial foram encontradas numa tumba localizada nas cercanias. Um monumento à memória dos mortos na Guerra Turco-Armênia (1920) foi erguido ali.